# Megachile mossambica
Megachile mossambica är en biart som beskrevs av Giovanni Gribodo 1895.
Megachile mossambica ingår i släktet tapetserarbin, och familjen buksamlarbin. Inga underarter finns listade i Catalogue of Life.